# Мемориална къща на Михай Бабич
Мемориалната къща на Михай Бабич (на унгарски: Babits Mihály Emlékház) е част от Унгарския национален музей, намиращ се в историческата вила „Бабич“ в гр. Естергом, Унгария.
Писателят и поет Михай Бабич (1883 – 1941) е един от изключителните автори на унгарската литература на XX век, сподвижник на други съвременници, приятели, писатели, поети и художници, чиито автографи се намират на стената на къщата. Това място се нарича „Стената на автографите“. Музеят е отворен за посещения от 1 януари 2013 г.

## История
Михай Бабич получава награда за един от своите преводи на Данте, за който получава по-голяма сума. Негови приятели в Естергом му предлагат да закупи къща в техния квартал. Бабич и съпругата му Илона Танер на 27 март 1924 г. купуват имота и сградата, която е построена през 1920 г., и го ремонтират. Там летуват до смъртта на поета, а Илона Танер го посещава последно през юни 1943 г. След Втората световна война къщата се обитава от различни хора, а последно е дадена на фермер, който отглежда кози и птици в жилищните помещения.
Къщата е наполовина кирпичена, наполовина тухлена, и става необитаема през 1960 г. Тогава Инспекторатът по националните паметници я обявява за защитен обект. Сградата е реставрирана и оттогава може да се посещава като мемориална, с изложба на запазените предмети от бившия дом на поета и ръкописите на неговите произведения, които са написани тук. Известно време функционира като част от местния музей „Баласа“. По случай годината на Бабич, от юли до есента на 2008 г., стената с автографи е възстановена, а след това сградата е реновирана. Съвременни реставратори възстановяват интериорната и екстериорна декорация, надписи и ценни картини на къщата. Официалното откриване се състои по случай 125 години от рождението на поета. В къщата е оформена и творческа зала, където градът може да приеме съвременни творци и музеолози.
На 1 януари 2013 г. мемориалната къща се слива с музея „Баласа“ към Унгарския национален музей, като по този начин се превръща в институция, класифицирана като музейно изложбено пространство от обществен интерес.

## Експозиция
В къщата е може да се види пишещата машина на Бабич и неговата посмъртна маска. Стаите са украсени със стенописи от художника от Естергом Ференц Айнцингер, приятел на Бабич. В къщата Бабич пише много от стиховете си.
По пример на стена с автографи в къщата на свой приятел, Бабич решава да последва идеята. След това приятелите и гостите, които идват при него, оставят своя подпис на стената на къщата му с въглен. Някои от тях по-късно са заличени, а тези, които остават, са повторени от Илона Танер с боя, поради което оцеляват.
Сред автографите са тези на Милан Фющ, Ласло Немет, както и на много други известни дейци на унгарската култура.
- изглед през зимата
- Вътрешен интериор
- Вътрешен интериор
- Вътрешен интериор
- Вътрешен интериор
- Стената с автографите